# Giuseppe Moretti (botanico)
Giuseppe Moretti (Roncaro, 30 novembre 1782 – Pavia, 2 dicembre 1853) è stato un botanico italiano.

## Biografia
Compiuti gli studi classici a Pavia, ottenne il titolo di Maestro farmacista nel 1801; presso l'Università degli Studi di Pavia fu Ripetitore di Chimica farmaceutica dal 1804 al 1807.
Nel 1808 si trasferì al Liceo di Udine per insegnare Chimica e Storia naturale: qui approfondì gli studi sull'azione dell'acido nitrico sulla pianta dell'indaco, da cui ottenne  un nuovo acido detonatore, poi identificato come acido picrico (2,4,6-Trinitrofenolo), scoperta che fu poi confermata e descritta negli studi di Justus von Liebig.
Nel 1811 ottenne la cattedra di Botanica e Agraria presso il Liceo di Vicenza, dove fondò un laboratorio chimico e un orto botanico-agrario.
Nel 1812 ebbe l'incarico di dirigere il Laboratorio Polveri e Nitri presso il Liceo di Porta Nuova a Milano.
Nel 1815 venne richiamato all'Università di Pavia come supplente sulla cattedra di Economia rurale e assunse fino al 1835 la direzione dell'Orto agrario, fondato nel 1807 da Giuseppe Bayle-Barelle; dopo vari incarichi di supplenza, nel 1833 divenne titolare dell'insegnamento della Botanica e prefetto dell'Orto botanico pavese, incarichi che mantenne fino al 1852.
Fu rettore dell'Università di Pavia dal 1839 al 1840.
Morì il 2 dicembre 1853.

## Attività
Giuseppe Moretti iniziò la sua attività scientifica con lavori di chimica sui metodi di preparazione dei composti del mercurio e sull'analisi chimica di piante medicinali.
A partire dalla permanenza a Vicenza, la sua attività scientifica si concentrò sulla floristica e sulla botanica sistematica: il suo progetto di completare l'Elenco delle piante spontanee fino ad ora osservate nel territorio di Vicenza di Giuseppe Marzari Pencati, pubblicato a Milano nel 1802, si interruppe a causa del trasferimento a Milano, e si limitò alla pubblicazione dell'Appendice all'elenco delle piante spontanee del Vicentino, pubblicata a Milano nel 1815. Svolse indagini floristiche nell'area insubrica e ricerche sulla sistematica di molti generi tra cui Saxifraga, Sanguisorba, Campanula.
I suoi studi furono molto apprezzati da illustri botanici stranieri, che vollero dedicare a lui alcune specie: fra gli altri, Ludwig Reichenbach gli dedicò la Campanula morettiana, in seguito presa come simbolo del Parco Nazionale delle Dolomiti Bellunesi [...fiore coraggioso, cresce dove pochi altri si azzardano a farlo e dona vita e colore alle pareti rocciose, anche alle più impervie..], Joseph Franz von Jacquin denominò Morus morettiana una specie da lui precedentemente scoperta e descritta. Anche il genere Morettia della famiglia delle Brassicacee fu un omaggio al suo nome da parte del botanico svizzero Augustin Pyrame de Candolle.
Moretti si dedicò con particolare interesse anche alla Botanica agraria ed economica, soprattutto durante la direzione dell'Orto agrario pavese, sia sperimentando la coltivazione di piante fruttifere e boschive esotiche, sia dotando l'Orto di un adeguato Gabinetto di macchine agronomiche.

Nel 1826 fondò la collana scientifica Biblioteca Agraria, di cui curò la pubblicazione fino al 1845, stampata in 24 volumi a Milano dalla tipografia di Antonio Fortunato Stella.  

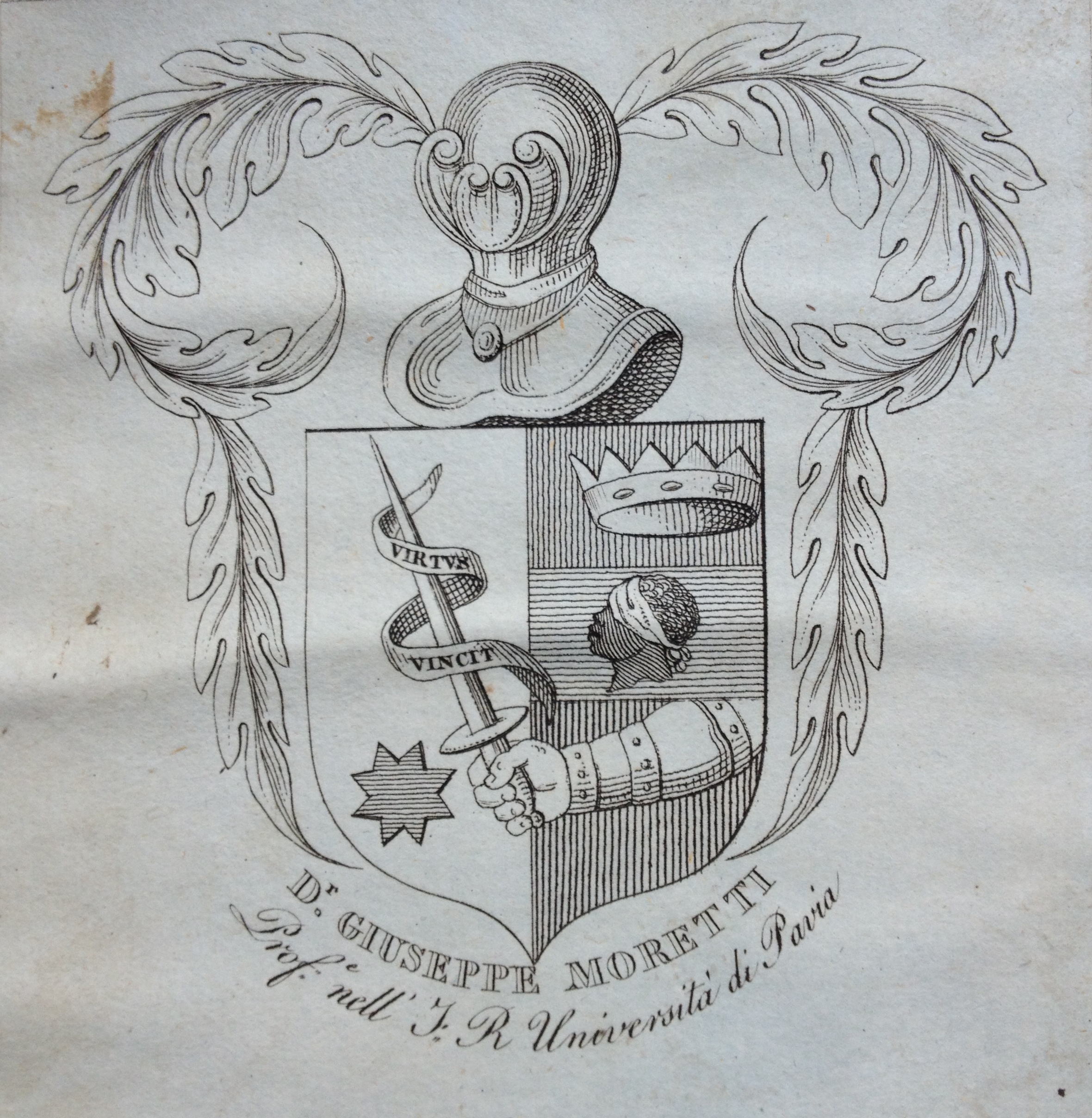
Ex libris di Giuseppe Moretti, 87mmx87mm, 1820

## Il fondo librario
Il fondo Giuseppe Moretti, conservato presso l'Università di Pavia, comprende alcune centinaia di volumi che il botanico raccolse nell'arco di circa cinquant'anni di attività scientifica per assecondare i suoi interessi e la sua vocazione bibliofila.
In un catalogo manoscritto compilato dallo stesso Moretti di cui si sono perse le tracce si faceva riferimento ad una "libreria" personale raccolta in “50 anni di cure diligenti e assennate”, durante i quali egli aveva frequentato assiduamente il mercato antiquario per acquistare volumi provenienti dalla vendita di biblioteche private come quelle, ad esempio, dei botanici Carlo Allioni (1728-1804), Giovanni Pona (1565-1630) e Joachim Moritz Wilhelm Baumann (1766-1849), riconoscibili da ex libris e note manoscritte.
In molti casi, volumi di pregio confluirono della "libreria" di Moretti per dono degli stessi autori: ne sono testimonianza molte dediche manoscritte a Moretti da parte di autorevoli personalità come Antonio Bertoloni, Carlo Amoretti, Filippo Parlatore, Matthieu Bonafous, Augustin Pyrame de Candolle, Luigi Colla.

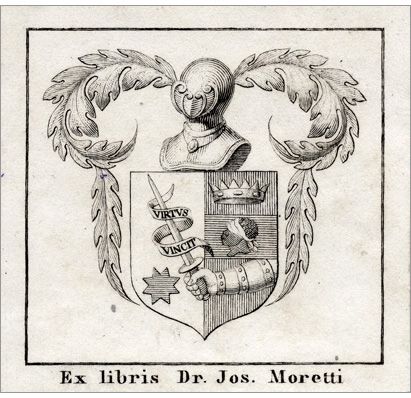
Ex libris di Giuseppe Moretti, 51mmx50mm, 1810

La "libreria" privata di Moretti si proponeva di raccogliere le principali opere della storia delle scienze naturali e della botanica, con particolare riferimento alle opere del botanico Pietro Andrea Mattioli, medico personale del principe-vescovo di Trento Bernardo Clesio, nonché studioso e traduttore delle opere del medico greco Dioscoride Pedanio: lo studio di questi testi fu alla base delle otto memorie pubblicate a Milano tra il 1842 e il 1853 con il titolo Difesa e illustrazione delle opere botaniche di Pietro Andrea Mattioli botanico del 16. secolo.
La "libreria" comprendeva non solo quasi tutte le 50 edizioni in diverse lingue dell'erbario di Mattioli, ma anche opere di altri autori anteriori al XVIII secolo, una ricchissima raccolta di testi per lo studio della flora, molte opere monografiche dei primi decenni dell'Ottocento, opuscoli e parecchie importanti pubblicazioni periodiche.
Notizie più dettagliate sulla consistenza originale del fondo si trovano nell'introduzione al , in cui si dà notizia di “2229 opere ed opuscoli, de' quali 500 però non sono né di botanica né di scienze affini”; secondo gli atti della vendita della biblioteca, però, i volumi risultavano essere circa 9000.
La vendita della "libreria" di Moretti fu complessa, proprio a causa del notevole valore economico, e non fu possibile mantenerla integra, ma fu smembrata e acquistata da istituzioni pubbliche e privati cittadini: venne data priorità di scelta alla Biblioteca universitaria di Pavia, che acquisì solo una parte dei volumi (120 circa).
Una cinquantina di volumi della "libreria" venne acquisita da Roberto de Visiani, prefetto dell'Orto botanico di Padova dal 1836, da sempre in stretti rapporti professionali e d'amicizia con Moretti, che curò anche la vendita di parte della collezione ad altri bibliofili della zona: alla sua morte, nel 1878, egli lasciò la propria copiosa biblioteca personale all'Università di Padova, dove ancora oggi sono conservati.
Molte opere furono acquistate da Vittorio Piccaroli, assistente all'Orto botanico di Pavia tra il 1838 e il 1841 e direttore della Biblioteca universitaria di Pavia, poi trasferitosi a Modena: di questi, alcuni volumi furono poi acquisiti proprio dall'Orto botanico di Modena negli anni 1877/1879, andando a costituire il fondo Vittorio Piccaroli.
Una parte ben più cospicua venne acquistata privatamente da Santo Garovaglio, successore di Giuseppe Moretti alla direzione dell'Orto botanico di Pavia e grande bibliofilo: il fondo Giuseppe Moretti conservato presso l'Università di Pavia raccoglie proprio i volumi acquistati nel 1884 dall'Istituto di botanica e dal Laboratorio crittogamico dell'Università di Pavia alla morte di Garovaglio, ed è parte intregrante del fondo Santo Garovaglio.
Tutti i volumi del fondo sono identificati da uno degli ex libris del possessore, apposto al contropiatto o al verso della carta di guardia anteriore dei volumi.
Solo una parte del fondo è attualmente catalogata.

## Opere
- Analisi chimica sulla china di Santa Lucia, Milano: Nobile, 1806
- Osservazioni sull'acido, o ossido della trementina, e sull'identità di quest'acido coll'acetico, Milano: Giovanni Silvestri, 1807 (ripubblicato in G. Moretti Memorie ed osservazioni intorno a diversi oggetti risguardanti le scienze naturali, volume 1, Pavia: Bizzoni, 1820: 210-222)
- Sulla scoperta di un nuovo acido vegetabile. Lettera di Giuseppe Moretti professore di Chimica e Storia naturale nel Liceo di Passariano ecc. al sig. Michele Haussmann chimico a Colmar Archiviato il 5 marzo 2016 in Internet Archive.. Giornale di Passariano 21:84-85, 1808
- Saggio intorno i rapporti che hanno la chimica e la storia naturale colle arti e coi comodi della vita e col modo di applicare lo studio di questa seconda, Udine: Pecile, 1809
- Nuovo processo molto economico per ottenere un ossido di mercurio molto minore, che può sostituirsi al mercurio solubile dell'Hahnemann e del Moscati. Giornale della letteratura italiana, Padova, 1812 (ripubblicato in G. Moretti Memorie ed osservazioni intorno a diversi oggetti risguardanti le scienze naturali , volume 1, Pavia: Bizzoni, 1820: 204-209)
- Sulla scoperta del solfato di strontiana nei corpi marini pietrificati e sopra diverse combinazioni della strontiana con alcuni acidi. Memoria prima del professore Giuseppe Moretti lette nell'adunanza della classe scientifica del r. istituto nel dì 18 di marzo 1813, Milano: Sonzogno, 1813
- Nota all'articolo Vapori del dizionario di chimica dei signori Klaproth e Wolff, Milano: Sonzogno, 1814
- Appendice all'elenco delle piante spontanee del Vicentino. Giornale di fisica, chimica e storia naturale, volume 8, Milano, 1815: 121-122
- Lettera del professore Giuseppe Moretti all'autore delle Osservazioni intorno al viaggio al lago di Garda e al monte Baldo del dottor Ciro Pollini, Pavia: Bizzoni, 1817
- Intorno alla Flora dei lidi veneti del signor Ruchinger, Biblioteca Italiana 12: 231, 1818
- Sulla coltivazione, gli usi ecc. della patata dolce, Milano: Maspero, 1817
- Osservazioni sopra diverse piante indigene dell'Italia: lettera del professore Moretti al direttore della Biblioteca Italiana, Milano, 1818
- Memorie ed osservazioni intorno a diversi oggetti risguardanti le scienze naturali, Pavia: Bizzoni, 1820
- Intorno alla Flora Veneta del sig. Moricand osservazioni del professore Moretti, Milano: Imperiale regia stamperia, 1820
- Intorno alla Flora Veronensis del signor professore Pollini osservazioni del professore Moretti, Milano: Imperiale regia stamperia, 1822
- De quibusdam plantis Italiae. Decas prima [-septima], Pavia, 1822-1824
- Tentativo diretto ad illustrare la sinonimia delle specie del genere Saxifraga indigene del suolo italiano. Del prof. G. Moretti. Inser. nel bim. 6. 1823 del Giornale di fisica ecc. di Pavia, Pavia: Fusi, 1823
- Giudizio sul Prodromus Florae Comensis del Dott.G.Comolli, Giornale di fisica, chimica e storia naturale, Milano, 1825
- Il botanico italiano: ossia discussioni sulla flora italica, Giornale di fisica, chimica e storia naturale, Milano, 1826.
- Sopra alcuni Erbarj del Padre Boccone, conservati nell'Imperiale Biblioteca di Vienna: lettera del prof. Moretti al sig. dottore Carlo Vittadini, Pavia: Bizzoni, 1830
- Descrizione di una nuova specie di Sanguisorba indigena dell'Italia con un breve cenno sul genere Sanguisorba. Biblioteca Italiana, Milano, 1833: 436-438
- Guida allo studio della fisiologia vegetabile e della botanica, Pavia: Fusi, 1835
- Prodromo di una monografia delle specie del genere Morus Archiviato l'8 agosto 2014 in Internet Archive., Milano: Bernardoni, 1841
- Bibliografia agronomica: saggio di un catalogo ragionato de' libri d'agricoltura e veterinaria scritti in italiano o all'Italia spettanti, Milano: Stella, 1844
- Difesa e illustrazione delle opere botaniche di Pietro Andrea Mattioli botanico del 16. secolo. Memoria prima [-ottava], Milano: Bernardoni, 1842-1853
- [collegamento interrotto], Milano: Bernardoni, 1850
- [collegamento interrotto], Milano: Società degli editori degli Annali universali delle scienze e dell'industria, 1851
- [collegamento interrotto], Milano: società degli editori degli Annali universali delle scienze e dell'industria, 1851
- Cenno sulla malattia che ha attaccato le nostre uve nell'anno 1851. Giornale agrario lombardo-veneto e continuazione degli annali universali di tecnologia, di agricoltura, di economia rurale e domestica, di arti e mestieri 7 (2 e 3), 1852
- Sulla Diantia palustris di Petit. Nota, Pavia: Bizzoni, 1853
- Storia della figurazione in legno delle specie di vegetabili dalla sua origine sino al tempo che si cominciò a inciderle in rame, Giornale dell'I. R. Istituto lombardo di Scienze, lettere ed Arti e Biblioteca Italiana, Roma: Istituto Lombardo di Scienze Lettere ed Arti, 1853

### Opere in collaborazione
Per le opere scritte da Giuseppe Moretti in collaborazione con altri autori e per le traduzioni, vedere V. Bianchi, E. Bruno, V. Giacomini 1959 Giuseppe Moretti (Bio-bibliografia) Archiviato il 29 luglio 2014 in Internet Archive., Atti dell'Istituto botanico e Laboratorio crittogamico dell'Università di Pavia, s. 5., vol. 16: 210-230 (1959)